# Српски кошаркашки клубови у европским такмичењима 2021/22.
Српски кошаркашки клубови у европским такмичењима 2021/22. имају два представника:
- Црвена звезда МТС је као победник Јадранске лиге 2020/21. изборила пласман у Евролигу 2021/22.
- Партизан НИС је добио специјалну позивницу за учешће у Еврокупу 2021/22.

## Црвена звезда МТС у Евролиги

### Први део такмичења
|     | Тим                             | Игр.                   | Поб.                   | Изг.                   | П+                     | П-                     | П+/-                   | Бод                    |
| --- | ------------------------------- | ---------------------- | ---------------------- | ---------------------- | ---------------------- | ---------------------- | ---------------------- | ---------------------- |
| 1.  | Барселона                       | 28                     | 21                     | 7                      | 2275                   | 2101                   | +174                   | 49                     |
| 2.  | Олимпијакос                     | 28                     | 19                     | 9                      | 2222                   | 2045                   | +177                   | 47                     |
| 3.  | Армани ексчејнџ Олимпија Милано | 28                     | 19                     | 9                      | 2069                   | 1992                   | +77                    | 47                     |
| 4.  | Реал Мадрид                     | 28                     | 18                     | 10                     | 2181                   | 2079                   | +102                   | 46                     |
| 5.  | Анадолу Ефес                    | 28                     | 16                     | 12                     | 2322                   | 2221                   | +101                   | 44                     |
| 6.  | Макаби Платика                  | 27                     | 16                     | 11                     | 2187                   | 2133                   | +54                    | 43                     |
| 7.  | Монако                          | 28                     | 15                     | 13                     | 2311                   | 2225                   | +86                    | 43                     |
| 8.  | Бајерн Минхен                   | 28                     | 14                     | 14                     | 2123                   | 2105                   | +18                    | 42                     |
| 9.  | Саски Басконија                 | 28                     | 12                     | 16                     | 2116                   | 2186                   | -70                    | 40                     |
| 10. | АЛБА Берлин                     | 28                     | 12                     | 16                     | 2121                   | 2239                   | -118                   | 40                     |
| 11. | Црвена звезда МТС               | 28                     | 12                     | 16                     | 2041                   | 2089                   | -48                    | 40                     |
| 12. | Фенербахче Беко                 | 27                     | 10                     | 17                     | 1975                   | 2014                   | -39                    | 37                     |
| 13. | Панатинаикос ОПАП               | 28                     | 9                      | 19                     | 2089                   | 2235                   | -146                   | 37                     |
| 14. | Асвел                           | 28                     | 8                      | 20                     | 2036                   | 2239                   | -203                   | 36                     |
| 15. | Жалгирис                        | 28                     | 8                      | 20                     | 2084                   | 2249                   | -165                   | 36                     |
| 16. | Зенит Санкт Петербург           | искључени из такмичења | искључени из такмичења | искључени из такмичења | искључени из такмичења | искључени из такмичења | искључени из такмичења | искључени из такмичења |
| 17. | ЦСКА Москва                     | искључени из такмичења | искључени из такмичења | искључени из такмичења | искључени из такмичења | искључени из такмичења | искључени из такмичења | искључени из такмичења |
| 18. | УНИКС Казањ                     | искључени из такмичења | искључени из такмичења | искључени из такмичења | искључени из такмичења | искључени из такмичења | искључени из такмичења | искључени из такмичења |

- НАПОМЕНА: Поени постигнути у продужецима нису урачунати у табели, а не користе се ни за одређивање предности у случају да су тимови изједначени.

Легенда:
| 1. 10. 2021. 19:45 Извештај |                                                                        | Фенербахче Беко | 61 : 57                                      | Црвена звезда МТС | Улкер спортска арена, Истанбул Гледаоци: 1.892 Судије: Фернандо Роха, Елијас Коромилас, Жозеф Бисанг |  |
| 1. 10. 2021. 19:45 Извештај | Четвртине: 18:15, 10:11, 17:11, 16:20                                  |                 |                                              |                   | Улкер спортска арена, Истанбул Гледаоци: 1.892 Судије: Фернандо Роха, Елијас Коромилас, Жозеф Бисанг |  |
| 1. 10. 2021. 19:45 Извештај | Поени: Пјер 13 Скокови: Букер 9 Асистенције: Пјерија 6 Индекс: Пјер 19 |                 | Ивановић 16 Калинић 9 Ивановић 6 Ивановић 20 |                   | Улкер спортска арена, Истанбул Гледаоци: 1.892 Судије: Фернандо Роха, Елијас Коромилас, Жозеф Бисанг |  |

| 7. 10. 2021. 20:05 Извештај |                                                                               | Макаби Платика | 63 : 75                                               | Црвена звезда МТС | Менора Мивташим арена, Тел Авив Гледаоци: 10.245 Судије: Матеј Болтаузер, Микеле Роси, Јанис Фуфис |  |
| 7. 10. 2021. 20:05 Извештај | Четвртине: 10:20, 17:15, 10:19, 26:21                                         |                |                                                       |                   | Менора Мивташим арена, Тел Авив Гледаоци: 10.245 Судије: Матеј Болтаузер, Микеле Роси, Јанис Фуфис |  |
| 7. 10. 2021. 20:05 Извештај | Поени: Вилбекин 18 Скокови: Нанели 5 Асистенције: Вилбекин 4 Индекс: Лесор 21 |                | Калинић 19 Митровић 11 Калинић 5 Волтерс, Митровић 19 |                   | Менора Мивташим арена, Тел Авив Гледаоци: 10.245 Судије: Матеј Болтаузер, Микеле Роси, Јанис Фуфис |  |

| 13. 10. 2021. 19:00 Извештај |                                                                                 | Црвена звезда МТС | 73 : 61                               | Жалгирис | Штарк арена, Београд Гледаоци: 7.893 Судије: Хуан Карлос Гарсија, Емин Могулкоч, Роберт Виклицки |  |
| 13. 10. 2021. 19:00 Извештај | Четвртине: 13:14, 16:13, 17:15, 27:19                                           |                   |                                       |          | Штарк арена, Београд Гледаоци: 7.893 Судије: Хуан Карлос Гарсија, Емин Могулкоч, Роберт Виклицки |  |
| 13. 10. 2021. 19:00 Извештај | Поени: Калинић 15 Скокови: Митровић 7 Асистенције: Волтерс 7 Индекс: Калинић 19 |                   | Нибо 14 Нибо 10 Стрелнијекс 4 Нибо 24 |          | Штарк арена, Београд Гледаоци: 7.893 Судије: Хуан Карлос Гарсија, Емин Могулкоч, Роберт Виклицки |  |

| 15. 10. 2021. 19:00 Извештај |                                                                                     | ЦСКА Москва | 78 : 76                                    | Црвена звезда МТС | Мегаспорт арена, Москва Гледаоци: 2.573 Судије: Роберт Лотермозер, Амит Балак, Аре Халико |  |
| 15. 10. 2021. 19:00 Извештај | Четвртине: 17:21, 25:21, 15:15, 21:19                                               |             |                                            |                   | Мегаспорт арена, Москва Гледаоци: 2.573 Судије: Роберт Лотермозер, Амит Балак, Аре Халико |  |
| 15. 10. 2021. 19:00 Извештај | Поени: Клајберн 18 Скокови: Боломбој, Фојтман 5 Асистенције: Швед 5 Индекс: Швед 25 |             | Волтерс 16 Кузмић 7 три играча 3 Кузмић 22 |                   | Мегаспорт арена, Москва Гледаоци: 2.573 Судије: Роберт Лотермозер, Амит Балак, Аре Халико |  |

| 22. 10. 2021. 19:00 Извештај |                                                                               | Црвена звезда МТС | 63 : 78                                | АЛБА Берлин | Хала Пионир, Београд Гледаоци: 4.658 Судије: Мигел Анхел Перез, Раин Перанди, Серхио Силва |  |
| 22. 10. 2021. 19:00 Извештај | Четвртине: 10:12, 15:26, 21:20, 17:20                                         |                   |                                        |             | Хала Пионир, Београд Гледаоци: 4.658 Судије: Мигел Анхел Перез, Раин Перанди, Серхио Силва |  |
| 22. 10. 2021. 19:00 Извештај | Поени: Кузмић 16 Скокови: Митровић 9 Асистенције: Волтерс 5 Индекс: Кузмић 22 |                   | Ло 17 Сикма 7 три играча 3 Блат, Ло 19 |             | Хала Пионир, Београд Гледаоци: 4.658 Судије: Мигел Анхел Перез, Раин Перанди, Серхио Силва |  |

| 26. 10. 2021. 19:00 Извештај |                                                                                | Монако | 70 : 62                                  | Црвена звезда МТС | Хала Гастон Медесин, Фонвјеј Гледаоци: 3.119 Судије: Саша Пукл, Емилио Перез, Микеле Роси |  |
| 26. 10. 2021. 19:00 Извештај | Четвртине: 21:12, 20:24, 15:17, 14:9                                           |        |                                          |                   | Хала Гастон Медесин, Фонвјеј Гледаоци: 3.119 Судије: Саша Пукл, Емилио Перез, Микеле Роси |  |
| 26. 10. 2021. 19:00 Извештај | Поени: Дијало 19 Скокови: Мотијејунас 8 Асистенције: Џејмс 4 Индекс: Дијало 28 |        | Волтерс 18 Кузмић 7 Волтерс 5 Калинић 19 |                   | Хала Гастон Медесин, Фонвјеј Гледаоци: 3.119 Судије: Саша Пукл, Емилио Перез, Микеле Роси |  |

| 28. 10. 2021. 20:30 Извештај |                                                                           | Армани ексчејнџ Олимпија Милано | 79 : 62                                                 | Црвена звезда МТС | Медиоланум Форум, Милано Гледаоци: 4.000 Судије: Дамир Јавор, Мехди Дифала, Василис Пицилкас |  |
| 28. 10. 2021. 20:30 Извештај | Четвртине: 24:6, 19:21, 19:23, 17:12                                      |                                 |                                                         |                   | Медиоланум Форум, Милано Гледаоци: 4.000 Судије: Дамир Јавор, Мехди Дифала, Василис Пицилкас |  |
| 28. 10. 2021. 20:30 Извештај | Поени: Шилдс 18 Скокови: Хајнс 9 Асистенције: Родригез 8 Индекс: Шилдс 16 |                                 | Митровић 17 Митровић 7 Волтерс, Ускоковић 5 Митровић 27 |                   | Медиоланум Форум, Милано Гледаоци: 4.000 Судије: Дамир Јавор, Мехди Дифала, Василис Пицилкас |  |

| 4. 11. 2021. 18:00 Извештај |                                                                                 | Црвена звезда МТС | 81 : 48                                         | Панатинаикос ОПАП | Хала Пионир, Београд Гледаоци: 6.753 Судије: Луиђи Ламоника, Леандро Лескано, Жорди Алијага |  |
| 4. 11. 2021. 18:00 Извештај | Четвртине: 21:8, 18:18, 18:10, 24:12                                            |                   |                                                 |                   | Хала Пионир, Београд Гледаоци: 6.753 Судије: Луиђи Ламоника, Леандро Лескано, Жорди Алијага |  |
| 4. 11. 2021. 18:00 Извештај | Поени: Волтерс 18 Скокови: Кузмић 8 Асистенције: три играча 3 Индекс: Кузмић 18 |                   | Мејкон 15 четири играча 3 Папапетру 3 Мејкон 13 |                   | Хала Пионир, Београд Гледаоци: 6.753 Судије: Луиђи Ламоника, Леандро Лескано, Жорди Алијага |  |

| 11. 11. 2021. 19:00 Извештај |                                                                                | Црвена звезда МТС | 73 : 67                          | Асвел | Хала Пионир, Београд Гледаоци: 6.894 Судије: Хуан Карлос Гарсија, Олегс Латишевс, Едуард Удјанскиј |  |
| 11. 11. 2021. 19:00 Извештај | Четвртине: 18:9, 15:23, 17:13, 23:22                                           |                   |                                  |       | Хала Пионир, Београд Гледаоци: 6.894 Судије: Хуан Карлос Гарсија, Олегс Латишевс, Едуард Удјанскиј |  |
| 11. 11. 2021. 19:00 Извештај | Поени: Калинић 22 Скокови: Кузмић 9 Асистенције: Ивановић 5 Индекс: Калинић 27 |                   | Окобо 16 Фал 10 Окобо 4 Џоунс 17 |       | Хала Пионир, Београд Гледаоци: 6.894 Судије: Хуан Карлос Гарсија, Олегс Латишевс, Едуард Удјанскиј |  |

| 16. 11. 2021. 20:30 Извештај |                                                                                 | Саски Басконија | 93 : 74                                     | Црвена звезда МТС | Фернандо Буеса арена, Виторија Гледаоци: 6.091 Судије: Матеј Болтаузер, Емин Могулкоч, Амит Балак |  |
| 16. 11. 2021. 20:30 Извештај | Четвртине: 25:22, 30:10, 13:21, 25:21                                           |                 |                                             |                   | Фернандо Буеса арена, Виторија Гледаоци: 6.091 Судије: Матеј Болтаузер, Емин Могулкоч, Амит Балак |  |
| 16. 11. 2021. 20:30 Извештај | Поени: Инок 23 Скокови: Инок 11 Асистенције: Питерс, Фонтекио 7 Индекс: Инок 32 |                 | Ивановић 21 Кузмић 8 Ивановић 7 Ивановић 27 |                   | Фернандо Буеса арена, Виторија Гледаоци: 6.091 Судије: Матеј Болтаузер, Емин Могулкоч, Амит Балак |  |

| 18. 11. 2021. 20:45 Извештај |                                                                                         | Реал Мадрид | 79 : 67                                    | Црвена звезда МТС | Визинк центар, Мадрид Гледаоци: 5.825 Судије: Мехди Дифала, Кармело Патернико, Елијас Коромилас |  |
| 18. 11. 2021. 20:45 Извештај | Четвртине: 16:13, 16:19, 25:14, 22:21                                                   |             |                                            |                   | Визинк центар, Мадрид Гледаоци: 5.825 Судије: Мехди Дифала, Кармело Патернико, Елијас Коромилас |  |
| 18. 11. 2021. 20:45 Извештај | Поени: Таварес 15 Скокови: Поарје 8 Асистенције: Фернандез 6 Индекс: Поарје, Таварес 23 |             | Холинс 16 Давидовац 9 Ивановић 5 Холинс 17 |                   | Визинк центар, Мадрид Гледаоци: 5.825 Судије: Мехди Дифала, Кармело Патернико, Елијас Коромилас |  |

| 26. 11. 2021. 19:00 Извештај |                                                                                      | Црвена звезда МТС | 78 : 98                                 | УНИКС Казањ | Хала Пионир, Београд Гледаоци: 5.286 Судије: Луиђи Ламоника, Леандро Лескано, Марио Мајкић |  |
| 26. 11. 2021. 19:00 Извештај | Четвртине: 16:26, 23:21, 18:29, 21:22                                                |                   |                                         |             | Хала Пионир, Београд Гледаоци: 5.286 Судије: Луиђи Ламоника, Леандро Лескано, Марио Мајкић |  |
| 26. 11. 2021. 19:00 Извештај | Поени: Холинс 15 Скокови: Кузмић 9 Асистенције: Волтерс, Калинић 4 Индекс: Холинс 15 |                   | Браун 18 три играча 5 Браун 9 Хезоња 25 |             | Хала Пионир, Београд Гледаоци: 5.286 Судије: Луиђи Ламоника, Леандро Лескано, Марио Мајкић |  |

| 3. 12. 2021. 19:00 Извештај |                                                                        | Зенит Санкт Петербург | 58 : 69                                      | Црвена звезда МТС | Сибур арена, Санкт Петербург Гледаоци: 2.467 Судије: Олегс Латишевс, Пјотр Пастусјак, Василис Пицилкас |  |
| 3. 12. 2021. 19:00 Извештај | Четвртине: 16:23, 12:19, 12:16, 18:11                                  |                       |                                              |                   | Сибур арена, Санкт Петербург Гледаоци: 2.467 Судије: Олегс Латишевс, Пјотр Пастусјак, Василис Пицилкас |  |
| 3. 12. 2021. 19:00 Извештај | Поени: Мики 16 Скокови: Зубков 8 Асистенције: Лојд 5 Индекс: Зубков 23 |                       | Волтерс 14 три играча 3 Калинић 4 Волтерс 14 |                   | Сибур арена, Санкт Петербург Гледаоци: 2.467 Судије: Олегс Латишевс, Пјотр Пастусјак, Василис Пицилкас |  |

| 9. 12. 2021. 19:00 Извештај |                                                                                 | Црвена звезда МТС | 81 : 76                             | Олимпијакос | Хала Пионир, Београд Гледаоци: 4.336 Судије: Хуан Карлос Гарсија, Емин Могулкоч, Уже Тепеније |  |
| 9. 12. 2021. 19:00 Извештај | Четвртине: 19:15, 17:23, 20:15, 25:23                                           |                   |                                     |             | Хала Пионир, Београд Гледаоци: 4.336 Судије: Хуан Карлос Гарсија, Емин Могулкоч, Уже Тепеније |  |
| 9. 12. 2021. 19:00 Извештај | Поени: Калинић 25 Скокови: Митровић 8 Асистенције: Калинић 6 Индекс: Калинић 27 |                   | Дорси 18 Мартин 6 Слукас 4 Дорси 17 |             | Хала Пионир, Београд Гледаоци: 4.336 Судије: Хуан Карлос Гарсија, Емин Могулкоч, Уже Тепеније |  |

| 14. 12. 2021. 19:00 Извештај |                                                                                              | Црвена звезда МТС | 69 : 76                                                               | Барселона | Хала Пионир, Београд Гледаоци: 6.849 Судије: Кармело Патернико, Гитис Вилијус, Елијас Коромилас |  |
| 14. 12. 2021. 19:00 Извештај | Четвртине: 13:20, 18:14, 18:27, 20:15                                                        |                   |                                                                       |           | Хала Пионир, Београд Гледаоци: 6.849 Судије: Кармело Патернико, Гитис Вилијус, Елијас Коромилас |  |
| 14. 12. 2021. 19:00 Извештај | Поени: Калинић, Митровић 15 Скокови: Кузмић 14 Асистенције: Давидовац 2 Индекс: Давидовац 15 |                   | Хејс Дејвис 14 Хејс Дејвис 8 Јокубаитис, Лапровитола 5 Хејс Дејвис 23 |           | Хала Пионир, Београд Гледаоци: 6.849 Судије: Кармело Патернико, Гитис Вилијус, Елијас Коромилас |  |

| 17. 12. 2021. 20:45 Извештај |                                                                                 | Црвена звезда МТС | 81 : 78                                  | Бајерн Минхен | Хала Пионир, Београд Гледаоци: 6.894 Судије: Мигел Анхел Перез, Мехди Дифала, Амит Балак |  |
| 17. 12. 2021. 20:45 Извештај | Четвртине: 20:21, 26:24, 19:22, 16:11                                           |                   |                                          |               | Хала Пионир, Београд Гледаоци: 6.894 Судије: Мигел Анхел Перез, Мехди Дифала, Амит Балак |  |
| 17. 12. 2021. 20:45 Извештај | Поени: Калинић 20 Скокови: Калинић 7 Асистенције: Митровић 8 Индекс: Калинић 24 |                   | Лучић 21 Хантер 10 Вејлер Баб 5 Лучић 25 |               | Хала Пионир, Београд Гледаоци: 6.894 Судије: Мигел Анхел Перез, Мехди Дифала, Амит Балак |  |

| 22. 12. 2021. 18:30 Извештај |                                                                         | Анадолу Ефес | 84 : 83                                                    | Црвена звезда МТС | Синан Ердем Дом, Истанбул Гледаоци: 8.674 Судије: Роберт Лотермозер, Емилио Перез, Гвидо Ђованети |  |
| 22. 12. 2021. 18:30 Извештај | Четвртине: 31:21, 12:25, 22:22, 19:15                                   |              |                                                            |                   | Синан Ердем Дом, Истанбул Гледаоци: 8.674 Судије: Роберт Лотермозер, Емилио Перез, Гвидо Ђованети |  |
| 22. 12. 2021. 18:30 Извештај | Поени: Плајс 23 Скокови: Плајс 7 Асистенције: Ларкин 9 Индекс: Плајс 27 |              | Калинић 20 Кузмић 11 Волтерс, Калинић 5 Калинић, Кузмић 17 |                   | Синан Ердем Дом, Истанбул Гледаоци: 8.674 Судије: Роберт Лотермозер, Емилио Перез, Гвидо Ђованети |  |

| 30. 12. 2021. 19:00 Извештај |                                                                                | Црвена звезда МТС | 76 : 80                              | Зенит Санкт Петербург | Хала Пионир, Београд Гледаоци: 6.956 Судије: Олегс Латишевс, Пјотр Пастусјак, Роберт Виклицки |  |
| 30. 12. 2021. 19:00 Извештај | Четвртине: 21:29, 21:15, 15:6, 12:19, 7:11                                     |                   |                                      |                       | Хала Пионир, Београд Гледаоци: 6.956 Судије: Олегс Латишевс, Пјотр Пастусјак, Роберт Виклицки |  |
| 30. 12. 2021. 19:00 Извештај | Поени: Волтерс 21 Скокови: Калинић 6 Асистенције: Волтерс 6 Индекс: Волтерс 22 |                   | Барон 25 Поњитка 11 Барон 6 Барон 30 |                       | Хала Пионир, Београд Гледаоци: 6.956 Судије: Олегс Латишевс, Пјотр Пастусјак, Роберт Виклицки |  |

| 27. 2. 2022. 21:00 Извештај |                                                                                                | Црвена звезда МТС | 74 : 69                             | Фенербахче Беко | Хала Пионир, Београд Гледаоци: 6.472 Судије: Мигел Анхел Перез, Микеле Роси, Јакуб Замојски |  |
| 27. 2. 2022. 21:00 Извештај | Четвртине: 20:18, 21:19, 18:23, 15:9                                                           |                   |                                     |                 | Хала Пионир, Београд Гледаоци: 6.472 Судије: Мигел Анхел Перез, Микеле Роси, Јакуб Замојски |  |
| 27. 2. 2022. 21:00 Извештај | Поени: Давидовац 9 Скокови: Давидовац, Митровић 6 Асистенције: Ивановић 4 Индекс: Давидовац 16 |                   | Бартел 15 Букер 7 Де Коло 6 Пјер 17 |                 | Хала Пионир, Београд Гледаоци: 6.472 Судије: Мигел Анхел Перез, Микеле Роси, Јакуб Замојски |  |

| 8. 3. 2022. 19:00 Извештај | | Црвена звезда МТС | 65 : 62                                     | Реал Мадрид | Хала Пионир, Београд Гледаоци: 6.225 Судије: Мехди Дифала, Елијас Коромилас, Сукис Артурас |  |
| 8. 3. 2022. 19:00 Извештај | Четвртине: 16:15, 19:13, 8:14, 22:20                                                                 |                   |                                             |             | Хала Пионир, Београд Гледаоци: 6.225 Судије: Мехди Дифала, Елијас Коромилас, Сукис Артурас |  |
| 8. 3. 2022. 19:00 Извештај | Поени: Давидовац, Ивановић 13 Скокови: Калинић 5 Асистенције: Волтерс, Холинс 2 Индекс: Давидовац 13 |                   | Љуљ 20 Таварес 11 Ертел, Ханга 5 Таварес 19 |             | Хала Пионир, Београд Гледаоци: 6.225 Судије: Мехди Дифала, Елијас Коромилас, Сукис Артурас |  |

| 3. 4. 2022. 19:00 Извештај | | Жалгирис | 103 : 98                                | Црвена звезда МТС | Жалгирис арена, Каунас Гледаоци: 10.206 Судије: Сретен Радовић, Уже Тепеније, Марћин Ковалски |  |
| 3. 4. 2022. 19:00 Извештај | Четвртине: 23:14, 22:18, 15:35, 28:21, 15:10                                                       |          |                                         |                   | Жалгирис арена, Каунас Гледаоци: 10.206 Судије: Сретен Радовић, Уже Тепеније, Марћин Ковалски |  |
| 3. 4. 2022. 19:00 Извештај | Поени: Улановас 18 Скокови: Јанкунас, Улановас 7 Асистенције: Лекавичијус 7 Индекс: Лекавичијус 26 |          | Добрић 21 Калинић 7 Волтерс 7 Добрић 23 |                   | Жалгирис арена, Каунас Гледаоци: 10.206 Судије: Сретен Радовић, Уже Тепеније, Марћин Ковалски |  |

| 21. 1. 2022. 21:00 Извештај |                                                                                         | Асвел | 69 : 67                                    | Црвена звезда МТС | Астробал, Вилербан Гледаоци: 2.000 Судије: Луиђи Ламоника, Емилио Перез, Василики Царуча |  |
| 21. 1. 2022. 21:00 Извештај | Четвртине: 11:17, 14:18, 24:13, 20:19                                                   |       |                                            |                   | Астробал, Вилербан Гледаоци: 2.000 Судије: Луиђи Ламоника, Емилио Перез, Василики Царуча |  |
| 21. 1. 2022. 21:00 Извештај | Поени: Лакомб, Џоунс 17 Скокови: Кахуди, Лакомб 7 Асистенције: Џоунс 5 Индекс: Џоунс 22 |       | Добрић 20 Митровић 7 Волтерс 5 Митровић 16 |                   | Астробал, Вилербан Гледаоци: 2.000 Судије: Луиђи Ламоника, Емилио Перез, Василики Царуча |  |

| 27. 1. 2022. 20:00 Извештај |                                                                                 | Олимпијакос | 72 : 76                                      | Црвена звезда МТС | Дворана мира и пријатељства, Пиреј Гледаоци: 1.000 Судије: Данијел Јерезуело, Амит Балак, Серхио Силва |  |
| 27. 1. 2022. 20:00 Извештај | Четвртине: 21:22, 15:15, 16:19, 20:20                                           |             |                                              |                   | Дворана мира и пријатељства, Пиреј Гледаоци: 1.000 Судије: Данијел Јерезуело, Амит Балак, Серхио Силва |  |
| 27. 1. 2022. 20:00 Извештај | Поени: Везенков 20 Скокови: Везенков 8 Асистенције: Вокап 5 Индекс: Везенков 24 |             | Добрић 14 Вајт 8 Добрић, Калинић 4 Добрић 18 |                   | Дворана мира и пријатељства, Пиреј Гледаоци: 1.000 Судије: Данијел Јерезуело, Амит Балак, Серхио Силва |  |

| 1. 2. 2022. 19:00 Извештај |                                                                                          | Црвена звезда МТС | 57 : 63                                   | Армани ексчејнџ Олимпија Милано | Хала Пионир, Београд Гледаоци: 5.638 Судије: Олегс Латишевс, Емин Могулкоч, Карлос Кортес |  |
| 1. 2. 2022. 19:00 Извештај | Четвртине: 8:7, 15:19, 21:24, 13:13                                                      |                   |                                           |                                 | Хала Пионир, Београд Гледаоци: 5.638 Судије: Олегс Латишевс, Емин Могулкоч, Карлос Кортес |  |
| 1. 2. 2022. 19:00 Извештај | Поени: Калинић, Холинс 13 Скокови: Давидовац 6 Асистенције: Калинић 4 Индекс: Калинић 17 |                   | Делејни 18 Бентил 9 Родригез 3 Делејни 19 |                                 | Хала Пионир, Београд Гледаоци: 5.638 Судије: Олегс Латишевс, Емин Могулкоч, Карлос Кортес |  |

| 3. 2. 2022. 19:00 Извештај |                                                                               | Црвена звезда МТС | 80 : 91                                        | Монако | Хала Пионир, Београд Гледаоци: 4.247 Судије: Кармело Патернико, Леандро Лескано, Гентијан Цици |  |
| 3. 2. 2022. 19:00 Извештај | Четвртине: 30:19, 22:23, 12:22, 16:27                                         |                   |                                                |        | Хала Пионир, Београд Гледаоци: 4.247 Судије: Кармело Патернико, Леандро Лескано, Гентијан Цици |  |
| 3. 2. 2022. 19:00 Извештај | Поени: Холинс 19 Скокови: Кузмић 5 Асистенције: Волтерс 5 Индекс: Ивановић 24 |                   | Мотијејунас 20 Дијало 7 Џејмс 6 Мотијејунас 20 |        | Хала Пионир, Београд Гледаоци: 4.247 Судије: Кармело Патернико, Леандро Лескано, Гентијан Цици |  |

| 11. 2. 2022. 17:00 Извештај |                                                                           | УНИКС Казањ | 77 : 84                                          | Црвена звезда МТС | Баскет хол арена, Казањ Гледаоци: 3.523 Судије: Бењамин Хименез, Мехди Дифала, Јургис Лауринавичијус |  |
| 11. 2. 2022. 17:00 Извештај | Четвртине: 11:22, 32:21, 22:20, 12:21                                     |             |                                                  |                   | Баскет хол арена, Казањ Гледаоци: 3.523 Судије: Бењамин Хименез, Мехди Дифала, Јургис Лауринавичијус |  |
| 11. 2. 2022. 17:00 Извештај | Поени: Хезоња 18 Скокови: Хезоња 9 Асистенције: Спису 6 Индекс: Хезоња 21 |             | Калинић 20 Вајт 6 Калинић, Марковић 6 Калинић 22 |                   | Баскет хол арена, Казањ Гледаоци: 3.523 Судије: Бењамин Хименез, Мехди Дифала, Јургис Лауринавичијус |  |

| 25. 2. 2022. 20:00 Извештај |                                                                                      | Панатинаикос ОПАП | 79 : 73                           | Црвена звезда МТС | Олимпијска дворана Никос Галис, Атина Гледаоци: 1.850 Судије: Данијел Јерезуело, Ане Пантер, Сефи Шемеш |  |
| 25. 2. 2022. 20:00 Извештај | Четвртине: 17:23, 25:18, 17:18, 20:14                                                |                   |                                   |                   | Олимпијска дворана Никос Галис, Атина Гледаоци: 1.850 Судије: Данијел Јерезуело, Ане Пантер, Сефи Шемеш |  |
| 25. 2. 2022. 20:00 Извештај | Поени: Недовић 25 Скокови: Еванс 9 Асистенције: Мејкон, Недовић 5 Индекс: Недовић 25 |                   | Вајт 14 Вајт 12 Калинић 6 Вајт 27 |                   | Олимпијска дворана Никос Галис, Атина Гледаоци: 1.850 Судије: Данијел Јерезуело, Ане Пантер, Сефи Шемеш |  |

| 3. 3. 2022. 19:00 Извештај |                                                                                  | Црвена звезда МТС | 86 : 83                                                | Саски Басконија | Хала Пионир, Београд Гледаоци: 4.879 Судије: Луиђи Ламоника, Јанис Фуфис, Роберт Виклицки |  |
| 3. 3. 2022. 19:00 Извештај | Четвртине: 13:26, 28:15, 14:15, 31:27                                            |                   |                                                        |                 | Хала Пионир, Београд Гледаоци: 4.879 Судије: Луиђи Ламоника, Јанис Фуфис, Роберт Виклицки |  |
| 3. 3. 2022. 19:00 Извештај | Поени: Митровић 18 Скокови: Вајт 6 Асистенције: три играча 4 Индекс: Митровић 24 |                   | Фонтекио 19 Фонтекио 8 Грејнџер 7 Грејнџер, Костело 22 |                 | Хала Пионир, Београд Гледаоци: 4.879 Судије: Луиђи Ламоника, Јанис Фуфис, Роберт Виклицки |  |

| 10. 3. 2022. 19:00 Извештај |                                                                               | Црвена звезда МТС | 84 : 77                                        | Макаби Платика | Хала Пионир, Београд Гледаоци: 6.832 Судије: Борис Рижик, Емилио Перез, Раин Перанди |  |
| 10. 3. 2022. 19:00 Извештај | Четвртине: 24:10, 18:29, 23:21, 19:17                                         |                   |                                                |                | Хала Пионир, Београд Гледаоци: 6.832 Судије: Борис Рижик, Емилио Перез, Раин Перанди |  |
| 10. 3. 2022. 19:00 Извештај | Поени: Калинић 15 Скокови: Кузмић 8 Асистенције: Калинић 5 Индекс: Калинић 22 |                   | Нанели 24 Жижић 6 Вилбекин, Нанели 4 Нанели 31 |                | Хала Пионир, Београд Гледаоци: 6.832 Судије: Борис Рижик, Емилио Перез, Раин Перанди |  |

| 18. 3. 2022. 21:00 Извештај |                                                                                       | Барселона | 82 : 70                                  | Црвена звезда МТС | Дворана Блауграна, Барселона Гледаоци: 5.728 Судије: Олегс Латишевс, Жозеф Бисанг, Томаш Травицки |  |
| 18. 3. 2022. 21:00 Извештај | Четвртине: 22:15, 25:17, 18:19, 17:19                                                 |           |                                          |                   | Дворана Блауграна, Барселона Гледаоци: 5.728 Судије: Олегс Латишевс, Жозеф Бисанг, Томаш Травицки |  |
| 18. 3. 2022. 21:00 Извештај | Поени: Миротић 19 Скокови: Дејвис 6 Асистенције: Калатес 7 Индекс: Дејвис, Миротић 20 |           | Добрић 16 Митровић 6 Волтерс 4 Добрић 17 |                   | Дворана Блауграна, Барселона Гледаоци: 5.728 Судије: Олегс Латишевс, Жозеф Бисанг, Томаш Травицки |  |

| 23. 3. 2022. 19:00 Извештај |  | Црвена звезда МТС | — : — | ЦСКА Москва | Хала Пионир, Београд |  |

| 25. 3. 2022. 20:00 Извештај |                                                                               | АЛБА Берлин | 74 : 70                                                   | Црвена звезда МТС | Мерцедес-Бенц арена, Берлин Гледаоци: 5.135 Судије: Луиђи Ламоника, Мехди Дифала, Аре Халико |  |
| 25. 3. 2022. 20:00 Извештај | Четвртине: 24:15, 13:20, 21:22, 16:13                                         |             |                                                           |                   | Мерцедес-Бенц арена, Берлин Гледаоци: 5.135 Судије: Луиђи Ламоника, Мехди Дифала, Аре Халико |  |
| 25. 3. 2022. 20:00 Извештај | Поени: Маодо 22 Скокови: Сикма 9 Асистенције: Маодо 4 Индекс: Маодо, Сикма 23 |             | Волтерс 18 четири играча 4 Волтерс, Марковић 5 Волтерс 20 |                   | Мерцедес-Бенц арена, Берлин Гледаоци: 5.135 Судије: Луиђи Ламоника, Мехди Дифала, Аре Халико |  |

| 1. 4. 2022. 20:30 Извештај |                                                                         | Бајерн Минхен | 82 : 57                                                  | Црвена звезда МТС | Ауди дом, Минхен Гледаоци: 6.041 Судије: Борис Рижик, Сефи Шемеш, Јургис Лауринавичијус |  |
| 1. 4. 2022. 20:30 Извештај | Четвртине: 15:18, 27:15, 21:10, 19:14                                   |               |                                                          |                   | Ауди дом, Минхен Гледаоци: 6.041 Судије: Борис Рижик, Сефи Шемеш, Јургис Лауринавичијус |  |
| 1. 4. 2022. 20:30 Извештај | Поени: Рубит 22 Скокови: Хантер 7 Асистенције: Лучић 5 Индекс: Рубит 25 |               | Калинић 12 три играча 5 Волтерс, Давидовац 5 Митровић 15 |                   | Ауди дом, Минхен Гледаоци: 6.041 Судије: Борис Рижик, Сефи Шемеш, Јургис Лауринавичијус |  |

| 8. 4. 2022. 21:00 Извештај |                                                                                 | Црвена звезда МТС | 93 : 85                                | Анадолу Ефес | Хала Пионир, Београд Гледаоци: 5.734 Судије: Роберт Лотермозер, Фернандо Роха, Артурас Сукис |  |
| 8. 4. 2022. 21:00 Извештај | Четвртине: 21:29, 19:11, 25:22, 28:23                                           |                   |                                        |              | Хала Пионир, Београд Гледаоци: 5.734 Судије: Роберт Лотермозер, Фернандо Роха, Артурас Сукис |  |
| 8. 4. 2022. 21:00 Извештај | Поени: Калинић 16 Скокови: Калинић 10 Асистенције: Калинић 8 Индекс: Калинић 25 |                   | Ларкин 16 Синглтон 8 Симон 8 Ларкин 27 |              | Хала Пионир, Београд Гледаоци: 5.734 Судије: Роберт Лотермозер, Фернандо Роха, Артурас Сукис |  |

### Појединачне статистике
Извор
| #  | Играч            | У  | М      | П    | 2П         | 3П        | СБ        | СН  | СО  | А   | УЛ  | ИЛ  | Б  | БП | ЛГ  | ИЛГ | И    |
| -- | ---------------- | -- | ------ | ---- | ---------- | --------- | --------- | --- | --- | --- | --- | --- | -- | -- | --- | --- | ---- |
| 1  | Марко Гушић      | 1  | 0:07   | 0    | 0 / 0      | 0 / 0     | 0 / 0     | 0   | 0   | 0   | 0   | 0   | 0  | 0  | 0   | 0   | 0    |
| 2  | Стефан Лазаревић | 21 | 261:21 | 58   | 20 / 29    | 4 / 11    | 6 / 7     | 11  | 19  | 11  | 10  | 4   | 1  | 1  | 48  | 9   | 49   |
| 3  | Нејт Волтерс     | 31 | 734:48 | 337  | 114 / 206  | 28 / 78   | 25 / 40   | 14  | 66  | 113 | 23  | 48  | 4  | 11 | 69  | 53  | 325  |
| 4  | Алекса Ускоковић | 6  | 64:42  | 11   | 2 / 4      | 1 / 4     | 4 / 4     | 1   | 8   | 9   | 3   | 5   | 0  | 0  | 11  | 3   | 14   |
| 7  | Дејан Давидовац  | 28 | 520:00 | 141  | 28 / 52    | 19 / 54   | 28 / 40   | 13  | 79  | 26  | 22  | 9   | 7  | 2  | 45  | 44  | 205  |
| 9  | Лука Митровић    | 31 | 618:18 | 256  | 95 / 159   | 0 / 1     | 66 / 97   | 49  | 85  | 52  | 20  | 52  | 7  | 12 | 68  | 88  | 329  |
| 10 | Бранко Лазић     | 25 | 405:41 | 93   | 10 / 22    | 18 / 53   | 19 / 22   | 11  | 15  | 10  | 8   | 12  | 2  | 3  | 53  | 34  | 55   |
| 12 | Никола Калинић   | 32 | 962:01 | 403  | 118 / 228  | 32 / 116  | 71 / 99   | 26  | 98  | 108 | 31  | 87  | 2  | 19 | 73  | 107 | 374  |
| 13 | Огњен Добрић     | 29 | 655:22 | 299  | 63 / 139   | 45 / 126  | 38 / 51   | 19  | 35  | 37  | 20  | 39  | 4  | 7  | 50  | 63  | 211  |
| 14 | Остин Холинс     | 28 | 578:29 | 227  | 47 / 88    | 35 / 112  | 28 / 34   | 16  | 37  | 28  | 29  | 27  | 3  | 10 | 59  | 31  | 151  |
| 19 | Марко Симоновић  | 14 | 157:00 | 30   | 3 / 7      | 8 / 21    | 0 / 2     | 2   | 7   | 4   | 5   | 4   | 0  | 0  | 21  | 7   | 11   |
| 20 | Никола Ивановић  | 27 | 414:31 | 206  | 40 / 96    | 24 / 71   | 54 / 69   | 22  | 22  | 65  | 13  | 31  | 0  | 4  | 38  | 92  | 229  |
| 27 | Стефан Марковић  | 21 | 267:52 | 54   | 7 / 13     | 10 / 37   | 10 / 14   | 7   | 24  | 40  | 10  | 23  | 1  | 0  | 33  | 11  | 54   |
| 30 | Арон Вајт        | 18 | 325:58 | 99   | 20 / 46    | 11 / 37   | 26 / 31   | 25  | 40  | 22  | 10  | 14  | 1  | 2  | 19  | 28  | 133  |
| 32 | Огњен Кузмић     | 33 | 582:25 | 177  | 72 / 127   | 0 / 0     | 33 / 55   | 72  | 95  | 14  | 18  | 20  | 10 | 12 | 52  | 47  | 272  |
| 33 | Мајк Цирбес      | 11 | 99:08  | 43   | 18 / 27    | 0 / 0     | 7 / 8     | 8   | 12  | 1   | 4   | 6   | 4  | 4  | 14  | 9   | 47   |
| 44 | Никола Топић     | 1  | 2:17   | 0    | 0 / 1      | 0 / 0     | 0 / 0     | 0   | 0   | 0   | 0   | 0   | 0  | 0  | 0   | 0   | -1   |
|    | Укупно           |    |        | 2434 | 657 / 1244 | 235 / 721 | 415 / 573 | 368 | 702 | 540 | 226 | 406 | 46 | 87 | 653 | 626 | 2565 |

## Партизан НИС у Еврокупу

### Први део такмичења — Група А
|     | Екипа                    | Игр.                  | Поб.                  | Изг.                  | П+                    | П-                    | П+/-                  | Тај-брек              |
| --- | ------------------------ | --------------------- | --------------------- | --------------------- | --------------------- | --------------------- | --------------------- | --------------------- |
| 1.  | Дивина сегурос Хувентуд  | 16                    | 12                    | 4                     | 1297                  | 1130                  | +167                  | 1—1 (+7)              |
| 2.  | Партизан НИС             | 16                    | 12                    | 4                     | 1353                  | 1204                  | +149                  | 1—1 (-7)              |
| 3.  | Булоњ Метролитан 92      | 16                    | 11                    | 5                     | 1314                  | 1256                  | +58                   |                       |
| 4.  | МораБанк Андора          | 16                    | 10                    | 6                     | 1304                  | 1271                  | +33                   |                       |
| 5.  | Лијеткабелис             | 16                    | 9                     | 7                     | 1263                  | 1181                  | +82                   |                       |
| 6.  | Турк Телеком             | 16                    | 8                     | 8                     | 1211                  | 1252                  | -41                   |                       |
| 7.  | Хамбург тауерс           | 16                    | 6                     | 10                    | 1315                  | 1411                  | -96                   |                       |
| 8.  | Шлонск Вроцлав           | 16                    | 3                     | 13                    | 1190                  | 1320                  | -130                  |                       |
| 9.  | Доломити енерђија Тренто | 16                    | 1                     | 15                    | 1112                  | 1334                  | -222                  |                       |
| 10. | Локомотива Кубањ         | искључен из такмичења | искључен из такмичења | искључен из такмичења | искључен из такмичења | искључен из такмичења | искључен из такмичења | искључен из такмичења |

- НАПОМЕНА: Поени постигнути у продужецима нису урачунати у табели, а не користе се ни за одређивање предности у случају да су тимови изједначени.

Легенда:
| 19. 10. 2021. 19:30 Извештај |                                                                              | Хамбург тауерс | 97 : 106                                         | Партизан НИС | Едел-оптикс.де арена, Хамбург Гледаоци: 1.579 Судије: Мигел Анхел Перез, Жозеф Бисанг, Синан Исгундер |  |
| 19. 10. 2021. 19:30 Извештај | Четвртине: 24:28, 16:33, 26:27, 31:18                                        |                |                                                  |              | Едел-оптикс.де арена, Хамбург Гледаоци: 1.579 Судије: Мигел Анхел Перез, Жозеф Бисанг, Синан Исгундер |  |
| 19. 10. 2021. 19:30 Извештај | Поени: Хоумсли 21 Скокови: Браун 6 Асистенције: Хоумсли 7 Индекс: Хоумсли 23 |                | Пантер 26 Смаилагић 9 Загорац, Мадар 5 Пантер 38 |              | Едел-оптикс.де арена, Хамбург Гледаоци: 1.579 Судије: Мигел Анхел Перез, Жозеф Бисанг, Синан Исгундер |  |

| 27. 10. 2021. 20:30 Извештај |                                                                                  | Партизан НИС | 85 : 59                                  | Турк Телеком | Штарк арена, Београд Гледаоци: 6.136 Судије: Данијел Јерезуело, Марћин Ковалски, Максим Бубер |  |
| 27. 10. 2021. 20:30 Извештај | Четвртине: 21:12, 20:22, 23:7, 21:18                                             |              |                                          |              | Штарк арена, Београд Гледаоци: 6.136 Судије: Данијел Јерезуело, Марћин Ковалски, Максим Бубер |  |
| 27. 10. 2021. 20:30 Извештај | Поени: Пантер 19 Скокови: Копривица 7 Асистенције: Аврамовић 4 Индекс: Пантер 24 |              | Џонсон 14 Демир, Елис 7 Огут 7 Џонсон 15 |              | Штарк арена, Београд Гледаоци: 6.136 Судије: Данијел Јерезуело, Марћин Ковалски, Максим Бубер |  |

| 2. 11. 2021. 20:30 Извештај |                                                                                     | Партизан НИС | 68 : 67                         | Хувентуд | Хала Пионир, Београд Гледаоци: 6.733 Судије: Луиђи Ламоника, Аре Халико, Артем Лаврухин |  |
| 2. 11. 2021. 20:30 Извештај | Четвртине: 19:17, 15:22, 15:20, 19:8                                                |              |                                 |          | Хала Пионир, Београд Гледаоци: 6.733 Судије: Луиђи Ламоника, Аре Халико, Артем Лаврухин |  |
| 2. 11. 2021. 20:30 Извештај | Поени: Пантер 18 Скокови: Ледеј 6 Асистенције: Смаилагић 3 Индекс: Ледеј, Пантер 17 |              | Пара 15 Томић 8 Рибас 9 Пара 15 |          | Хала Пионир, Београд Гледаоци: 6.733 Судије: Луиђи Ламоника, Аре Халико, Артем Лаврухин |  |

| 10. 11. 2021. 20:00 Извештај |                                                                                       | МораБанк Андора | 61 : 60                                                 | Партизан НИС | Спортска дворана Андора, Андора ла Веља Гледаоци: 2.276 Судије: Роберт Лотермозер, Раин Перанди, Василики Царуча |  |
| 10. 11. 2021. 20:00 Извештај | Четвртине: 16:12, 8:20, 24:8, 13:20                                                   |                 |                                                         |              | Спортска дворана Андора, Андора ла Веља Гледаоци: 2.276 Судије: Роберт Лотермозер, Раин Перанди, Василики Царуча |  |
| 10. 11. 2021. 20:00 Извештај | Поени: Артеага 15 Скокови: Милер Макинтајер 10 Асистенције: Хана 7 Индекс: Артеага 20 |                 | Пантер 13 Ледеј 10 Аврамовић, Трифуновић 2 Аврамовић 16 |              | Спортска дворана Андора, Андора ла Веља Гледаоци: 2.276 Судије: Роберт Лотермозер, Раин Перанди, Василики Царуча |  |

| 17. 11. 2021. 20:30 Извештај |                                                                                 | Партизан НИС | 84 : 77                                                  | Лијеткабелис | Штарк арена, Београд Гледаоци: 6.067 Судије: Мигел Анхел Перез, Томаш Травицки, Василис Пицилкас |  |
| 17. 11. 2021. 20:30 Извештај | Четвртине: 20:14, 19:24, 27:22, 18:17                                           |              |                                                          |              | Штарк арена, Београд Гледаоци: 6.067 Судије: Мигел Анхел Перез, Томаш Травицки, Василис Пицилкас |  |
| 17. 11. 2021. 20:30 Извештај | Поени: Ледеј 19 Скокови: Смаилагић 12 Асистенције: Аврамовић 7 Индекс: Ледеј 24 |              | Орелик 19 Липкевичијус 10 Липкевичијус 7 Липкевичијус 23 |              | Штарк арена, Београд Гледаоци: 6.067 Судије: Мигел Анхел Перез, Томаш Травицки, Василис Пицилкас |  |

| 8. 12. 2021. 20:30 Извештај |                                                                                          | Булоњ Метрополитан 92 | 82 : 89                                 | Партизан НИС | Палата спортова Марсел Сердан, Левалоа Пере Гледаоци: 2.280 Судије: Олегс Латишевс, Марћин Ковалски, Гвидо Ђованети |  |
| 8. 12. 2021. 20:30 Извештај | Четвртине: 28:23, 25:27, 15:18, 14:21                                                    |                       |                                         |              | Палата спортова Марсел Сердан, Левалоа Пере Гледаоци: 2.280 Судије: Олегс Латишевс, Марћин Ковалски, Гвидо Ђованети |  |
| 8. 12. 2021. 20:30 Извештај | Поени: Хорнсби 22 Скокови: Халиловић 7 Асистенције: Мишино, Хорнсби 4 Индекс: Хорнсби 25 |                       | Пантер 28 Копривица 8 Мадар 6 Пантер 28 |              | Палата спортова Марсел Сердан, Левалоа Пере Гледаоци: 2.280 Судије: Олегс Латишевс, Марћин Ковалски, Гвидо Ђованети |  |

| 15. 12. 2021. 20:30 Извештај |                                                                            | Партизан НИС | 75 : 73                                        | Шлонск Вроцлав | Штарк арена, Београд Гледаоци: 5.088 Судије: Карлос Кортес, Уже Тепеније, Стив Битнер |  |
| 15. 12. 2021. 20:30 Извештај | Четвртине: 22:15, 15:20, 17:17, 21:21                                      |              |                                                |                | Штарк арена, Београд Гледаоци: 5.088 Судије: Карлос Кортес, Уже Тепеније, Стив Битнер |  |
| 15. 12. 2021. 20:30 Извештај | Поени: Глас 18 Скокови: Ледеј, Мадар 7 Асистенције: Глас 5 Индекс: Глас 18 |              | Кантер 21 Кантер, Рамљак 8 Коленда 8 Кантер 26 |                | Штарк арена, Београд Гледаоци: 5.088 Судије: Карлос Кортес, Уже Тепеније, Стив Битнер |  |

| 22. 12. 2021. 17:30 Извештај |                                                                                 | Локомотива Кубањ | 101 : 9                                      | Партизан НИС | Баскет-хол арена, Краснодар Гледаоци: 1.165 Судије: Луиђи Ламоника, Саулијус Рацис, Аре Халико |  |
| 22. 12. 2021. 17:30 Извештај | Четвртине: 22:23, 23:19, 25:23, 31:29                                           |                  |                                              |              | Баскет-хол арена, Краснодар Гледаоци: 1.165 Судије: Луиђи Ламоника, Саулијус Рацис, Аре Халико |  |
| 22. 12. 2021. 17:30 Извештај | Поени: Маколум 33 Скокови: Томпсон 9 Асистенције: Томпсон 10 Индекс: Маколум 37 |                  | Глас 20 Смаилагић 7 четири играча 3 Ледеј 23 |              | Баскет-хол арена, Краснодар Гледаоци: 1.165 Судије: Луиђи Ламоника, Саулијус Рацис, Аре Халико |  |

| 12. 1. 2022. 20:30 Извештај |                                                                             | Партизан НИС | 97 : 65                                      | Доломити енерђија Тренто | Штарк арена, Београд Гледаоци: 5.151 Судије: Елијас Коромилас, Игор Драгојевић, Гентијан Цици |  |
| 12. 1. 2022. 20:30 Извештај | Четвртине: 27:8, 25:22, 22:23, 23:12                                        |              |                                              |                          | Штарк арена, Београд Гледаоци: 5.151 Судије: Елијас Коромилас, Игор Драгојевић, Гентијан Цици |  |
| 12. 1. 2022. 20:30 Извештај | Поени: Мадар 18 Скокови: Копривица 9 Асистенције: Мадар 4 Индекс: Пантер 23 |              | Мецаноте 15 Флакадори 6 Форај 5 Флакадори 19 |                          | Штарк арена, Београд Гледаоци: 5.151 Судије: Елијас Коромилас, Игор Драгојевић, Гентијан Цици |  |

| 18. 1. 2022. 20:45 Извештај |                                                                            | Партизан НИС | 102 : 77                                    | Хамбург тауерс | Хала Пионир, Београд Гледаоци: 5.021 Судије: Сефи Шемеш, Јургис Лауринавичијус, Кристапс Константиновс |  |
| 18. 1. 2022. 20:45 Извештај | Четвртине: 34:14, 31:27, 20:12, 17:24                                      |              |                                             |                | Хала Пионир, Београд Гледаоци: 5.021 Судије: Сефи Шемеш, Јургис Лауринавичијус, Кристапс Константиновс |  |
| 18. 1. 2022. 20:45 Извештај | Поени: Лесор 22 Скокови: Ледеј 8 Асистенције: Аврамовић 6 Индекс: Лесор 33 |              | Кристен 20 Хајнрикс 8 Хајнрикс 5 Кристен 20 |                | Хала Пионир, Београд Гледаоци: 5.021 Судије: Сефи Шемеш, Јургис Лауринавичијус, Кристапс Константиновс |  |

| 25. 1. 2022. 18:00 Извештај |                                                                                    | Турк Телеком | 85 : 71                             | Партизан НИС | Анкара арена, Анкара Гледаоци: 4.741 Судије: Емин Могулкоч, Хусејин Челик, Максим Бубер |  |
| 25. 1. 2022. 18:00 Извештај | Четвртине: 21:18, 22:14, 17:14, 25:25                                              |              |                                     |              | Анкара арена, Анкара Гледаоци: 4.741 Судије: Емин Могулкоч, Хусејин Челик, Максим Бубер |  |
| 25. 1. 2022. 18:00 Извештај | Поени: Клемонс 20 Скокови: Демир, Елис 6 Асистенције: Клемонс 8 Индекс: Клемонс 32 |              | Мур 15 Лесор 8 Аврамовић 6 Лесор 17 |              | Анкара арена, Анкара Гледаоци: 4.741 Судије: Емин Могулкоч, Хусејин Челик, Максим Бубер |  |

| 2. 2. 2022. 21:00 Извештај |                                                                                          | Хувентуд | 92 : 84                                   | Партизан НИС | Олимпијски павиљон Бадалона, Бадалона Гледаоци: 4.356 Судије: Ане Пантер, Томаш Травицки, Себастјен Кливаз |  |
| 2. 2. 2022. 21:00 Извештај | Четвртине: 16:27, 25:15, 28:17, 23:25                                                    |          |                                           |              | Олимпијски павиљон Бадалона, Бадалона Гледаоци: 4.356 Судије: Ане Пантер, Томаш Травицки, Себастјен Кливаз |  |
| 2. 2. 2022. 21:00 Извештај | Поени: Вилис 19 Скокови: Биргандер, Вилис 7 Асистенције: Басас, Томић 4 Индекс: Вилис 27 |          | Лесор 20 Лесор 8 Мадар, Пантер 3 Лесор 30 |              | Олимпијски павиљон Бадалона, Бадалона Гледаоци: 4.356 Судије: Ане Пантер, Томаш Травицки, Себастјен Кливаз |  |

| 9. 2. 2022. 20:30 Извештај |                                                                          | Партизан НИС | 95 : 70                                     | МораБанк Андора | Хала Пионир, Београд Гледаоци: нема податка Судије: Матеј Болтаузер, Жозеф Бисанг, Амит Балак |  |
| 9. 2. 2022. 20:30 Извештај | Четвртине: 24:16, 21:19, 24:19, 26:16                                    |              |                                             |                 | Хала Пионир, Београд Гледаоци: нема податка Судије: Матеј Болтаузер, Жозеф Бисанг, Амит Балак |  |
| 9. 2. 2022. 20:30 Извештај | Поени: Ледеј 20 Скокови: Лесор 12 Асистенције: Пантер 5 Индекс: Ледеј 24 |              | Хана 17 Ориол 9 Милер Макинтајер 7 Ориол 19 |                 | Хала Пионир, Београд Гледаоци: нема податка Судије: Матеј Болтаузер, Жозеф Бисанг, Амит Балак |  |

| 8. 3. 2022. 18:00 Извештај |                                                                                        | Лијеткабелис | 93 : 78                                      | Партизан НИС | Цидо арена, Паневежис Гледаоци: 1.618 Судије: Јанис Фуфис, Ник ван ден Брек, Гвидо Ђованети |  |
| 8. 3. 2022. 18:00 Извештај | Четвртине: 24:24, 29:13, 27:18, 13:23                                                  |              |                                              |              | Цидо арена, Паневежис Гледаоци: 1.618 Судије: Јанис Фуфис, Ник ван ден Брек, Гвидо Ђованети |  |
| 8. 3. 2022. 18:00 Извештај | Поени: Гагић, Орелик 21 Скокови: три играча 5 Асистенције: Земајтис 8 Индекс: Гагић 25 |              | Пантер 20 Лесор 4 четири играча 2 Загорац 17 |              | Цидо арена, Паневежис Гледаоци: 1.618 Судије: Јанис Фуфис, Ник ван ден Брек, Гвидо Ђованети |  |

| 16. 3. 2022. 20:30 Извештај |                                                                                 | Партизан НИС | 87 : 72                                      | Булоњ Метрополитан 92 | Хала Пионир, Београд Гледаоци: 4.776 Судије: Карлос Перуга, Роберт Виклицки, Серхио Силва |  |
| 16. 3. 2022. 20:30 Извештај | Четвртине: 14:17, 29:14, 21:10, 23:31                                           |              |                                              |                       | Хала Пионир, Београд Гледаоци: 4.776 Судије: Карлос Перуга, Роберт Виклицки, Серхио Силва |  |
| 16. 3. 2022. 20:30 Извештај | Поени: Ледеј 15 Скокови: Копривица 13 Асистенције: Мадар 5 Индекс: Копривица 25 |              | Макреј 18 четири играча 4 Макреј 5 Макреј 19 |                       | Хала Пионир, Београд Гледаоци: 4.776 Судије: Карлос Перуга, Роберт Виклицки, Серхио Силва |  |

| 22. 3. 2022. 18:45 Извештај |                                                                           | Шлонск Вроцлав | 71 : 93                                         | Партизан НИС | Хала столећа, Вроцлав Гледаоци: 3.351 Судије: Емин Могулкоч, Микеле Роси, Василики Царуча |  |
| 22. 3. 2022. 18:45 Извештај | Четвртине: 14:29, 17:21, 22:14, 18:29                                     |                |                                                 |              | Хала столећа, Вроцлав Гледаоци: 3.351 Судије: Емин Могулкоч, Микеле Роси, Василики Царуча |  |
| 22. 3. 2022. 18:45 Извештај | Поени: Каролак 14 Скокови: Кантер 8 Асистенције: Трајс 9 Индекс: Трајс 21 |                | Мадар, Пантер 15 Копривица 8 Загорац 3 Ледеј 18 |              | Хала столећа, Вроцлав Гледаоци: 3.351 Судије: Емин Могулкоч, Микеле Роси, Василики Царуча |  |

| 30. 3. 2022. 20:30 Извештај |  | Партизан НИС | — : — | Локомотива Кубањ | Хала Пионир, Београд |  |

| 6. 4. 2022. 20:00 Извештај |                                                                                               | Доломити енер. Тренто | 63 : 79                                | Партизан НИС | ПалаТренто, Тренто Гледаоци: 1.230 Судије: Емилио Перез, Леандро Лескано, Василис Пицилкас |  |
| 6. 4. 2022. 20:00 Извештај | Четвртине: 15:18, 14:19, 24:24, 10:18                                                         |                       |                                        |              | ПалаТренто, Тренто Гледаоци: 1.230 Судије: Емилио Перез, Леандро Лескано, Василис Пицилкас |  |
| 6. 4. 2022. 20:00 Извештај | Поени: Рејнолдс 15 Скокови: Вилијамс 7 Асистенције: Бредфорд 6 Индекс: Вилијамс, Флакадори 15 |                       | Ледеј 20 Ледеј 13 Аврамовић 5 Ледеј 30 |              | ПалаТренто, Тренто Гледаоци: 1.230 Судије: Емилио Перез, Леандро Лескано, Василис Пицилкас |  |

### Осмина финала
| 20. 4. 2022. 20:30 | Извештај | Партизан НИС                                                                        | 95 : 103 | Фрути екстра Бурсаспор                       | Штарк арена, Београд Гледаоци: 19.224 Судије: Данијел Јерезуело, Кармело Патернико, Жозеф Бисанг |  |
| 20. 4. 2022. 20:30 | Извештај | Четвртине: 20:20, 18:17, 22:27, 24:20, 11:19                                        |          |                                              | Штарк арена, Београд Гледаоци: 19.224 Судије: Данијел Јерезуело, Кармело Патернико, Жозеф Бисанг |  |
| 20. 4. 2022. 20:30 | Извештај | Поени: Аврамовић 23 Скокови: Копривица 10 Асистенције: Аврамовић 6 Индекс: Лесор 25 |          | Ендруз 24 Битим, Хејс 10 Ендруз 10 Ендруз 35 | Штарк арена, Београд Гледаоци: 19.224 Судије: Данијел Јерезуело, Кармело Патернико, Жозеф Бисанг |  |

### Појединачне статистике
Извор
| #  | Играч            | У  | М      | П    | 2П        | 3П        | СБ        | СН  | СО  | А   | УЛ  | ИЛ  | Б  | БП | ЛГ  | ИЛГ | И    |
| -- | ---------------- | -- | ------ | ---- | --------- | --------- | --------- | --- | --- | --- | --- | --- | -- | -- | --- | --- | ---- |
| 00 | Родионс Куруцс   | 9  | 114:48 | 28   | 8 / 11    | 3 / 6     | 3 / 6     | 7   | 12  | 8   | 11  | 13  | 1  | 1  | 21  | 7   | 30   |
| 0  | Кевин Пантер     | 17 | 460:19 | 275  | 67 / 112  | 26 / 90   | 63 / 72   | 6   | 41  | 35  | 17  | 20  | 2  | 4  | 29  | 75  | 280  |
| 1  | Тристан Вукчевић | 6  | 49:30  | 22   | 4 / 5     | 3 / 8     | 5 / 7     | 1   | 4   | 1   | 5   | 3   | 1  | 0  | 6   | 5   | 22   |
| 2  | Зак Ледеј        | 18 | 488:22 | 232  | 52 / 99   | 27 / 59   | 47 / 56   | 27  | 72  | 22  | 13  | 26  | 6  | 7  | 36  | 75  | 290  |
| 3  | Раде Загорац     | 14 | 206:36 | 46   | 11 / 28   | 4 / 12    | 12 / 16   | 18  | 23  | 17  | 3   | 11  | 1  | 1  | 33  | 17  | 51   |
| 4  | Алекса Аврамовић | 17 | 354:42 | 153  | 44 / 79   | 12 / 55   | 29 / 38   | 6   | 36  | 58  | 27  | 31  | 4  | 2  | 36  | 38  | 166  |
| 5  | Балша Копривица  | 17 | 274:40 | 108  | 48 / 76   | 0 / 0     | 12 / 20   | 44  | 50  | 13  | 8   | 22  | 20 | 3  | 31  | 20  | 171  |
| 6  | Немања Дангубић  | 12 | 155:21 | 38   | 6 / 15    | 5 / 17    | 11 / 12   | 9   | 13  | 8   | 5   | 10  | 0  | 3  | 30  | 14  | 22   |
| 9  | Ален Смаилагић   | 15 | 338:00 | 117  | 26 / 49   | 11 / 35   | 32 / 43   | 21  | 52  | 18  | 15  | 23  | 11 | 3  | 31  | 34  | 153  |
| 11 | Душан Милетић    | 1  | 3:18   | 0    | 0 / 0     | 0 / 0     | 0 / 0     | 0   | 0   | 0   | 0   | 0   | 0  | 0  | 1   | 0   | -1   |
| 14 | Далас Мур        | 18 | 249:56 | 112  | 20 / 40   | 20 / 43   | 12 / 14   | 5   | 14  | 19  | 9   | 15  | 0  | 6  | 17  | 13  | 89   |
| 24 | Грегор Глас      | 12 | 149:27 | 67   | 15 / 27   | 11 / 39   | 4 / 4     | 5   | 15  | 20  | 3   | 12  | 5  | 3  | 14  | 8   | 54   |
| 26 | Матијас Лесор    | 10 | 234:07 | 131  | 45 / 71   | 0 / 0     | 41 / 60   | 29  | 35  | 10  | 10  | 11  | 5  | 3  | 19  | 49  | 191  |
| 32 | Урош Трифуновић  | 13 | 234:55 | 67   | 18 / 30   | 8 / 34    | 7 / 7     | 9   | 18  | 10  | 1   | 5   | 1  | 2  | 12  | 11  | 60   |
| 41 | Јам Мадар        | 17 | 310:59 | 146  | 30 / 70   | 20 / 43   | 26 / 31   | 20  | 30  | 48  | 11  | 29  | 2  | 5  | 25  | 33  | 163  |
|    | Укупно           |    |        | 1542 | 394 / 712 | 150 / 441 | 304 / 386 | 233 | 452 | 287 | 138 | 245 | 59 | 43 | 341 | 399 | 1790 |